# Kedungadem (plaats)
Kedungadem is een bestuurslaag in het regentschap Bojonegoro van de provincie Oost-Java, Indonesië. Kedungadem telt 6565 inwoners (volkstelling 2010).